# Битка при Пласи
Битката при Пласи на 23 юни 1757 г. е решителна победа за Британската източноиндийска компания над набаба на Бенгал и неговите френски съюзници, установявайки управлението на компанията над Британска Индия (обхващаща голяма част от Южна Азия) за следващите 190 години. Битката се състои при Пласи (или Палаши), Западен Бенгал, на бреговете на р. Бхагирати, на около 150 км северно от Калкута, близо до тогавашната столица на набаба Муршидабад.
Битката при Пласи се води по време на Седемгодишната война и французите изпращат малък контингент, който да се изправи срещу британците. Сирадж уд-Даулах има числено превъзходство и заема позиция при Пласи. Разтревожени от баланса на силите и обещаващи огромни подкупи, британците се обръщат към оскърбения поради понижение в длъжност началник на армията на Дауалх Мир Джафар и към други като Яр Латиф, Джагат Сет, Махараджа Кришна Натх и Раи Дурлабх. Мир Джафар събира войниците си близо до бойното поле, но не се присъеднява към битката, което води до поражение за Сирадж уд-Даулах. Даулах бяга, но впоследствие е пленен и екзекутиран. В резултат на битката цялата провинция Бенгал попада под управлението на Компанията. Мир Джафар е назначен за марионетен набаб от Компанията.
Битката се счита за една от ключовите за образуването на Британската империя в индийския субконтинент (Британска Индия). Огромното богатство, придобито от бенгалската хазна и достъпът до огромен източник на зърнени храни и данъци позволява на компанията да увеличи военната си мощ и открива пътя за британското колониално управление, масова икономическа експлоатация и културна доминация над почти цяла Южна Азия.

## Битката
Целият горещ сезон на 1757 г. е прекаран в преговори с набаба на Бенгал. В средата на юни Клайв започва марша си от Чандернагор с британците в лодки и сипаите по десния бряг на р. Хуули. По време на дъждовния сезон реката се подхранва от водите на Ганг на север чрез три потока, които в горещите месеци са почти сухи. На левия бряг на Бхагирати, най-западната от тях, 160 км над Чандернагор, стои Муршидабад, столицата на моголските вицекрале на Бенгал. На няколко километра по-надолу е полето на Пласи, тогава обширна горичка от мангови дървета. На 21 юни 1757, Клайв пристига на брега срещу Пласи, насред първия порой на мусонните дъждове. Цялата му армия възлиза на 1100 европейци и 2100 сипаи, с девет полеви оръдия. Набабът е събрал 18 000 конници, 50 000 пехотинци и 53 тежки оръдия, обслужвани от френски артилеристи. За пръв път в кариерата си Клайв се колебае и свиква съвет от петнадесет офицери, които да решат, както той се изразява, „дали в нашата настояща ситуация, без подкрепата и на собствения ни задник, би било благоразумно да нападнем набаба или дали трябва да изчакаме към нас да се присъединят сили от страната индийци).“ Самият Клайв е начело на деветимата, които гласуват за отлагане; майор Еър Куут води седмината, които са за незабавна атака. Но или защото дързостта му взема надмощие, или заради писмо, което получава от Мир Джафар, Клайв си променя мнението и се съгласява с м-р Еър Куут. Една традиционна версия на случката е описана от Маколи и го представя да прекарва един час в размисли под сянката на дърветата, докато планира една от най-решителните битки в света. Друга версия, превърната в стих от сър Алфред Лиал, изобразява решителността му като резултат от сън. Независимо от точния начин на вземането на решението, той избира дързостта и дори безразсъдството, с които печели при Аркот и триумфира при Калкута, тъй като отстъпление или дори само отлагане е можело да доведе до поражение. След поройни дъждове 3200-те мъже на Клайв и деветте му оръдия прекосяват реката и превземат горичката с нейните водоизточници, а Клайв установява щаба си в ловна хижа. На 23 юни започва сражението и продължава през целия ден, действителните боеве са малко. Барутът за оръдията на набаба не се намокря от дъжда и това ги изважда от строя. Освен 40-те французи и техните оръдия, индийската страна може да направи малко, за да отговори на британската канонада (след период на дъжд) която, с 39-и полк разпръсква войската, нанасяйки ѝ загуби от 500 мъже. Клайв вече е сключил тайно споразумение с някои аристократи в Бенгал като Джагат Сет, Мир Джафар и др. Клайв удържа м-р Килпатрик, защото се доверява на обещанието на Мир Джафар да не влиза в бой, a и знае важността от запазване на малката си войска. И наистина Мир Джафар отвежда голяма част от армията на набаба от полето, осигурявайки поражението му. Клайв почти не губи европейски войници; като цяло 22 сипаи са убити и 50 ранени. Любопитно е в много отношения, че Клайв е запомнен най-вече с тази битка, която в същността си е спечелена чрез подкупване на противника, а не чрез сражение или брилянтна военна тактика. Въпреки че установява британското военно надмощие в Бенгал, тя не осигурява контрола на Източноиндийската компания над Горна Индия, както понякога се твърди. Това става седем години по-късно, през 1764 след Битката при Буксар, където сър Хектор Мънро побеждава обединените сили на моголския император и набаба на Уд в много по-оспорвана битка.
Сирадж Уд Даулах бяга от полето на камила, вземайки каквото може богатство. Скоро той е пленен от силите на Мир Джафар и по-късно е екзекутиран от убиеца Мохамади Бег. Клайв влиза в Муршидабад и установява като банан Мир Джафар – цената за предателството му, за която са се споразумели предварително. Клайв е преведен през хазната, насред рупии на стойност милион и половина лири стерлинг, злато и сребърни съдове, скъпоценни камъни и скъпи стоки. Клайв взема £160 000, огромно състояние за онова време, а половин милион е раздаден на армията и флота на Източноиндийската компания и осигурява подаръци на стойност £24 000 на всеки член на комитета на компанията, както и обществената компенсация, уговорена в договора.
В това вземане Клайв следва обичая, напълно признат от Компанията, въпреки че това е източник на бъдещата корупция, която Клайв по-късно е изпратен отново в Индия, за да поправи. Самата компания си осигурява приход от £100 000 на година и обезщетение от милион и половина лири стерлинги за военните ѝ загуби. Мир Джафар по-нататък изплаща дълга си към Клайв като му предоставя без наем земите на Компанията във и около Калкута, възлизащи на годишна стойност от £27 000 пожизнено и оставяйки му чрез завещание сумата от £70 000, която Клайв предава на армията.